# Рублениця
Рублениця (рум. Rubleniţa) — село в Молдові у Сороцькому районі. Є адміністративним центром комуни Рублениця, до складу якої також входить село Нова Рублениця.